# WakeMed Soccer Park
WakeMed Soccer Park, nombre del estadio es Sahlen's Stadium, es un complejo de fútbol ubicado en Cary, Carolina del Norte, Estados Unidos. Originalmente inaugurado en 2002 como el casa de la Carolina Courage de la WUSA, WakeMed Soccer Park es ahora la casa de la North Carolina FC de la USL League One y la North Carolina Courage de la National Women's Soccer League.
El complejo consta de un estadio principal específicamente para fútbol, dos campos de entrenamiento iluminadas, y cuatro campos adicionales. El estadio principal y los campos iluminados (2 y 3) todas cuentan con medidas reglamentarias de la FIFA(120 metros x 75 metros). El estadio principal con capacidad para 6.883 y es ampliable a 10.000, con asientos temporales. Campo 2 también cuenta con 1.000 asientos en las gradas permanentes.
El complejo también tiene una larga duración, reconocido a nivel nacional por supuesto a través del país y alberga las oficinas del Triángulo de Fútbol Profesional .
SAS Institute, una compañía privada de software, con sede mundial en Cary había comprado los derechos de nombre para el estadio de fútbol el 30 de junio de 2007 con la opción de ampliar sus derechos de nombre para 3 años. El 27 de septiembre de 2007, la ciudad de Cary anunció que SAS no había ejercido su opción sobre los derechos del nombre y que WakeMed Health & Hospitals habían comprado los derechos del nombre del estadio. Efectivo el 1 de enero de 2008, el estadio fue conocido como WakeMed Soccer Park. El acuerdo de derechos de nombre con Cary es por 3 años y un costo de $ 300,000 por año.